# Fürstenrieder Straße
Die Fürstenrieder Straße ist eine 4,5 Kilometer lange wichtige innerstädtische Verbindungsstraße in München. Sie ist nach Schloss Fürstenried benannt, das nahe ihrem südlichen Ende liegt.

## Trasse

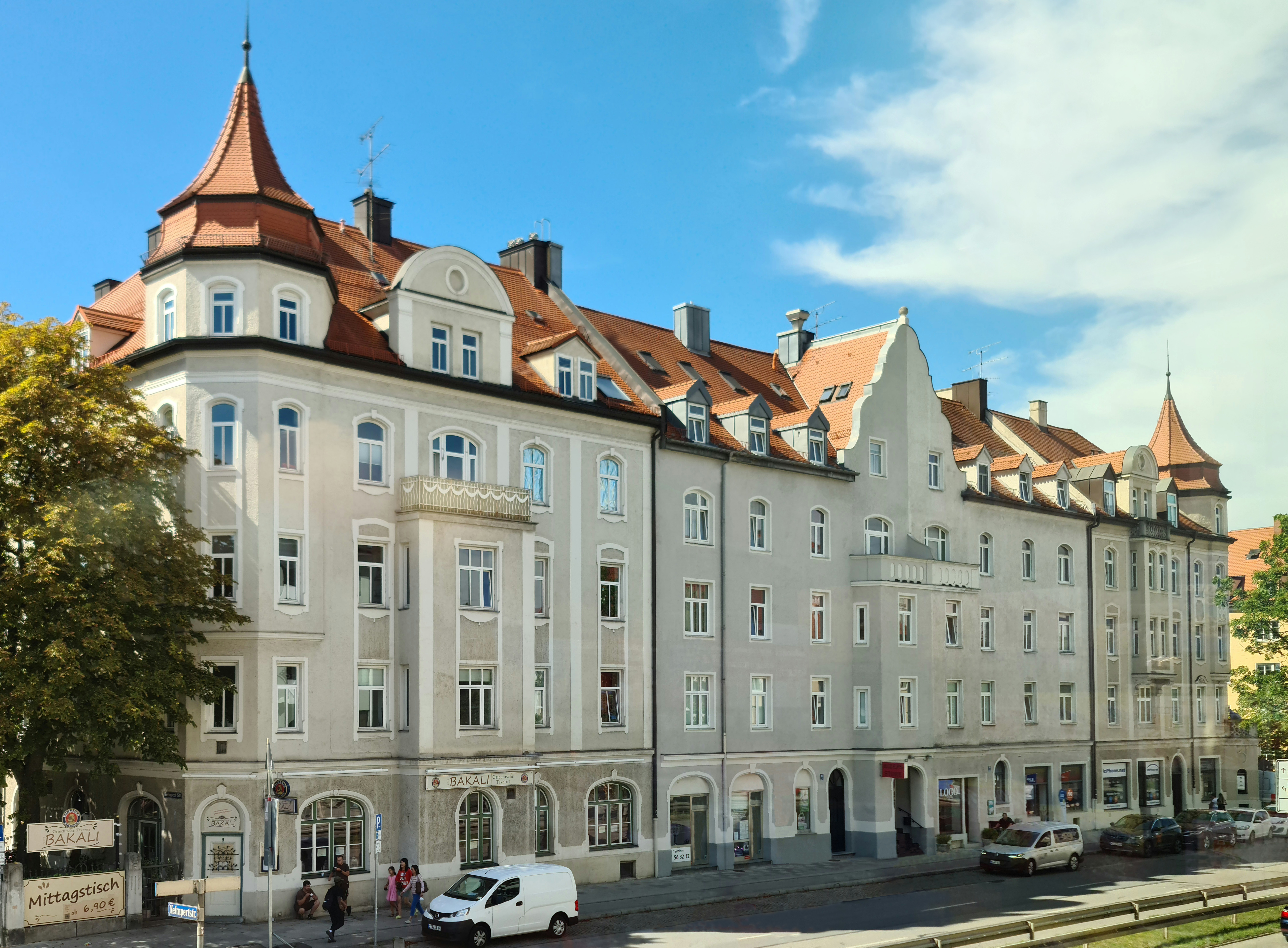
Fürstenrieder Straße 12–16

Die Fürstenrieder Straße führt durch die Stadtbezirke Laim, Sendling-Westpark und Hadern bis zum Nordrand von Fürstenried und bildet ein Teilstück des nur teilweise vollendeten Äußeren Rings. Über fast ihre gesamte Länge ist sie sechsspurig ausgebaut mit einem begrünten Mittelstreifen. Sie ist zugleich Teil der kürzesten innerstädtischen Verbindung zwischen der Bundesautobahn 8 (Westast) und der Bundesautobahn 95.
Die Straße beginnt an der Landsberger Straße in Laim als südliche Fortsetzung der Wotanstraße. Sie verläuft schnurgerade nach Süden, kreuzt die Agnes-Bernauer- und die Gotthardstraße und überquert die Bundesautobahn 96 an deren Anschlussstelle 38. Dabei führt sie nahe am Westpark vorbei, von dem sie durch mehrere Schulgebäude (Erasmus-Grasser-Gymnasium, Ludwigsgymnasium) getrennt ist. Im weiteren Verlauf führt sie östlich am Waldfriedhof vorbei. Sie unterquert die stadteinwärts führende Bundesautobahn 95 an der Ausfahrt 2 Kreuzhof und geht dort in die Boschetsrieder Straße und damit in eine west-östliche Tangentialstraße des Äußeren Rings über.

## Geschichte
Über die heutige Trasse der Fürstenrieder Straße führte früher eine alleeartige Verbindungsstraße zwischen Schloss Nymphenburg und Schloss Fürstenried. Der Ausbau zu einer innerstädtischen Hauptverkehrsstraße begann bereits in den 1950er Jahren vor der Erstellung des Münchner Generalverkehrsplans 1963, in den sie als Bestandteil der Tangente 5-West einbezogen wurde.
Von 1948 bis 1966 verlief durch die Fürstenrieder Straße eine O-Bus-Linie (bis 1961 als Linie O32).
Der Bau der Straßenbahn-Westtangente in der Fürstenrieder Straße wurde im Sommer 2018 beschlossen. Der Betrieb soll bis 2026 aufgenommen werden.

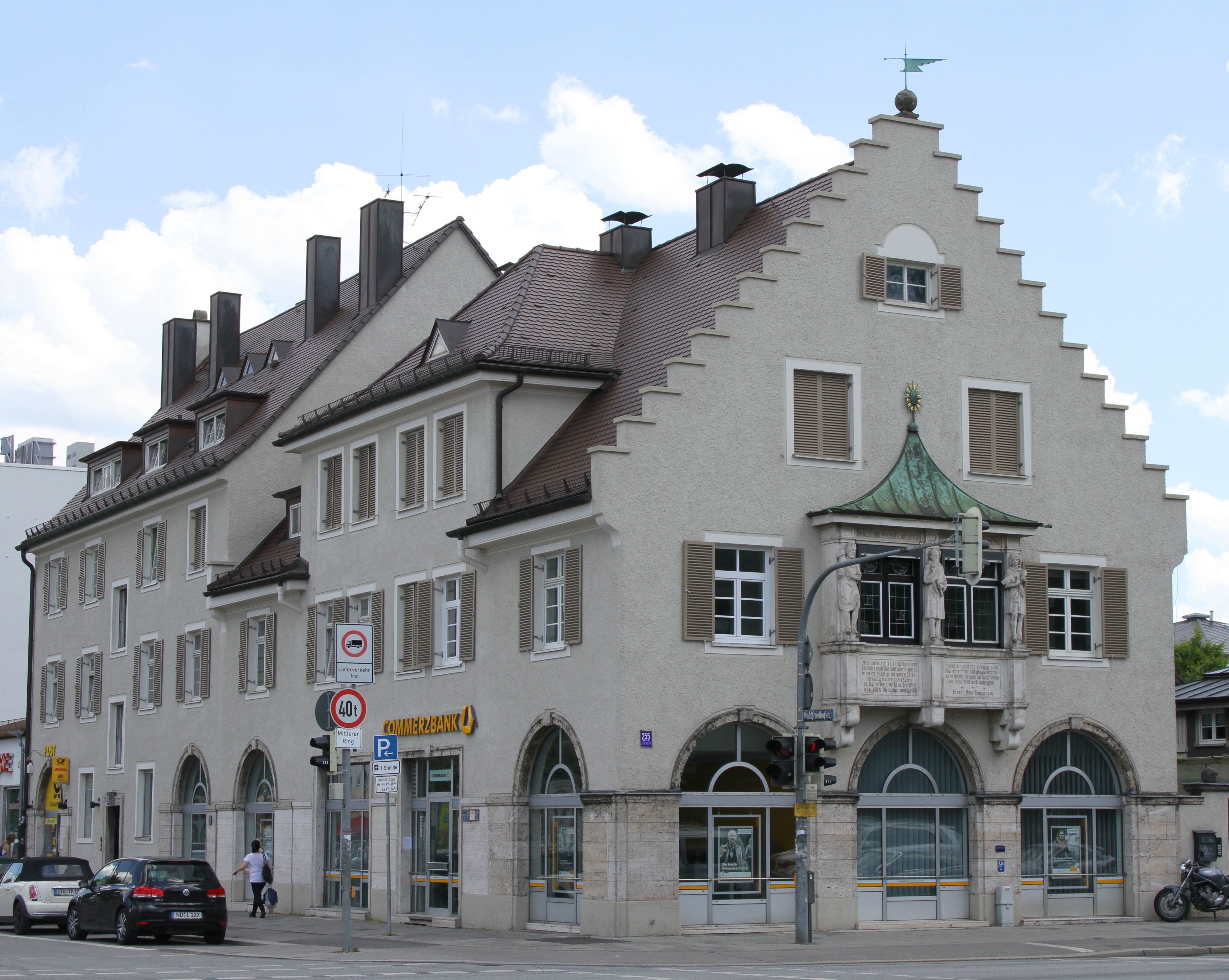
Fürstenrieder Straße 255